# Caryocolum blandulella
Caryocolum blandulella — вид лускокрилих комах з родини виїмчастокрилі молі (Gelechiidae).

## Поширення
Вид поширений у Європі. Зареєстрований у Великій Британії, Нідерландах, Іспанії, Франції, Німеччині, Данії, Фінляндії, Швеції, Швейцарії, Італії, Хорватії, Угорщині, Греції та Україні, а також на Корсиці. Середовище існування складається з прибережних піщаних дюн.

## Опис
Довжина передніх крил у самців 4–5 мм, у самиць — 4–5,5 мм.

## Спосіб життя
Дорослі особини були зареєстровані на крилі з середини липня до кінця серпня. Личинки живляться на роговику низькому (Cerastium pumilum) і, можливо, роговику п'ятитичинковому (Cerastium semidecandrum). Вони живляться насіннєвими коробочками, живуть між насінням, сплетеним разом із шовком. Личинки можна знайти на початку червня.